# آندورا در المپیک تابستانی ۲۰۲۴
کاروان المپیکی آندورا متشکل از دو ورزشکار از ۲۶ ژوئیه تا ۱۱ اوت ۲۰۲۴ (۵ تا ۲۱ امرداد ۱۴۰۳ خورشیدی) در بازی‌های المپیک تابستانی ۲۰۲۴ پاریس شرکت کردند. هر دو ورزشکار، ناهوئل کارابانا و مونیکا دوریا، پرچمداران این کشور در مراسم افتتاحیه المپیک تابستانی ۲۰۲۴ بودند. 
آنها موفق به کسب مدال نشدند و آندورا در رتبه‌بندی این دوره از المپیک جایگاهی نداشت.
این سیزدهمین حضور این کشور در بازی‌های المپیک تابستانی از زمان نخستین حضور رسمی در سال ۱۹۷۶ بود.

## شرکت‌کنندگان
در زیر فهرست رشته‌های ورزشی که این ورزشکاران در آن به رقابت می‌پردازند آورده شده است.
| ورزش        | مردان | زنان | جمع |
| ----------- | ----- | ---- | --- |
| دو و میدانی | ۱     | ۰    | ۱   |
| قایق رانی   | ۰     | ۱    | ۱   |
| جمع         | ۱     | ۱    | ۲   |

## دو و میدانی
ورزشکاران دو و میدانی آندورا در مسابقات زیر (حداکثر ۳ ورزشکار) در رده‌بندی جهانی به استانداردهای ورودی به المپیک دست یافتند:
کلید
- Note–رتبه‌هایی که برای رویدادهای پیست داده می‌شود فقط در حد گرمای ورزشکار است
- Q = گزینش برای دور بعدی
- q = واجد شرایط برای دور بعدی به عنوان سریعترین بازنده "یا"، در مسابقات میدانی، بر اساس موقعیت بدون دستیابی به هدف مقدماتی
- NR = رکورد ملی
- N/A = دور برای رویداد قابل اجرا نیست
- Bye = ورزشکار برای شرکت در این دور برگزیده نشده

رویدادهای مسیر و جاده
| ورزش             | رویداد                   | مقدماتی | مقدماتی | نهایی       | نهایی       |
| ورزش             | رویداد                   | نتیجه   | رتبه    | نتیجه       | رتبه        |
| ---------------- | ------------------------ | ------- | ------- | ----------- | ----------- |
| ناهوئل کارابانیا | دوومیدانی ۳۰۰۰ متر مردان | ۸:۱۹٫۴۴ | ۷       | پیشروی نکرد | پیشروی نکرد |

## قایق رانی

### اسلالوم
آندورا از طریق کسب امتیاز در مسابقات جهانی کانو اسلالوم ICF ۲۰۲۳ در لندن بریتانیا، با یک قایق جواز حضور در مسابقات اسلالوم المپیک ۲۰۲۴ پاریس را کسب کرد. 
| ورزشکار      | رویداد   | مقدماتی | مقدماتی | مقدماتی | مقدماتی | مقدماتی | مقدماتی | نیمه نهایی | نیمه نهایی | نهایی       | نهایی       |
| ورزشکار      | رویداد   | اجرا 1  | رتبه    | اجرا 2  | رتبه    | بهترین  | رتبه    | زمان       | رتبه       | زمان        | رتبه        |
| ------------ | -------- | ------- | ------- | ------- | ------- | ------- | ------- | ---------- | ---------- | ----------- | ----------- |
| مونیکا دوریا | C-1 زنان | ۱۰۱٫۲۸  | ۳       | ۱۵۱٫۶۸  | ۱۹      | ۱۰۱٫۲۸  | 3 Q     | ۱۰۶٫۵۳     | 3 Q        | ۱۱۳٫۵۸      | ۶           |
| مونیکا دوریا | K-1 زنان | ۹۵٫۹۳   | ۴       | ۹۸٫۵۱   | ۱۵      | ۹۵٫۹۳   | ۱۰ س    | ۱۵۶٫۲۸     | ۲۲         | پیشرفت نکرد | پیشرفت نکرد |

صلیب کایاک
| ورزشکار      | رویداد | آزمایش زمان | آزمایش زمان | دور ۱  | شانس مجدد | مقدماتی | یک چهارم نهایی | نیمه نهایی  | نهایی       | نهایی |
| ورزشکار      | رویداد | زمان        | رتبه        | موقعیت | موقعیت    | موقعیت  | موقعیت         | موقعیت      | موقعیت      | رتبه  |
| ------------ | ------ | ----------- | ----------- | ------ | --------- | ------- | -------------- | ----------- | ----------- | ----- |
| مونیکا دوریا | زنان   | ۷۳٫۱۵       | ۹           | ۱ Q    | استراحت   | ۲ Q     | ۴              | پیشروی نکرد | پیشروی نکرد | ۱۵    |